# Magahi
El magahi és un idioma descedent del magadhi parlat a l'Índia per uns tretze milions de persones. Forma part del bihari, un grup de llengües estretament relacionades entre les quals pot haver mútua comprensió. L'idioma s'escriu en devanagari i consta només d'estatut semioficial, la qual cosa significa que apareix als llocs públics però no és llengua vehicular a l'ensenyament ni es protegeix per part de l'Estat central (de fet durant dècades es va considerar simplement un dialecte de l'hindi).